# Neutrofilní rostliny
Neutrofilní rostliny (neutrofyty) jsou rostliny rostoucí na půdách s neutrálním pH (v rozmezí 6,5-7,4). Jedná se například o ječmen setý (Hordeum vulgare), jaterník podléšku (Hepatica nobilis) či psárku luční (Alopesurus pratensis). Zpravidla sem patří rostliny preferující neutrální půdy, ale tolerující i slaběji kyselé a slaběji zásadité, což je většina rostlin.

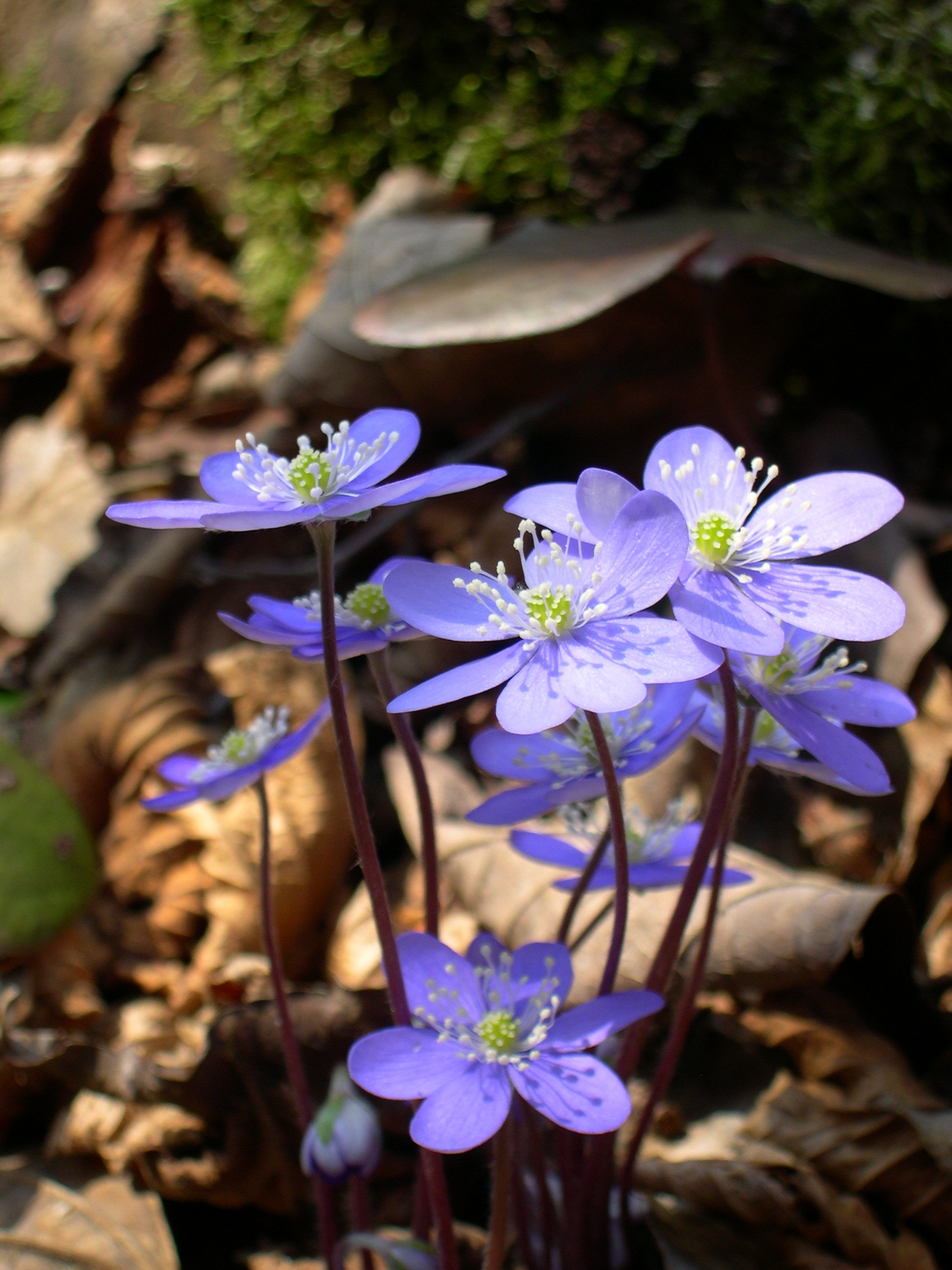
Jaterník podléška (Hepatica nobilis)
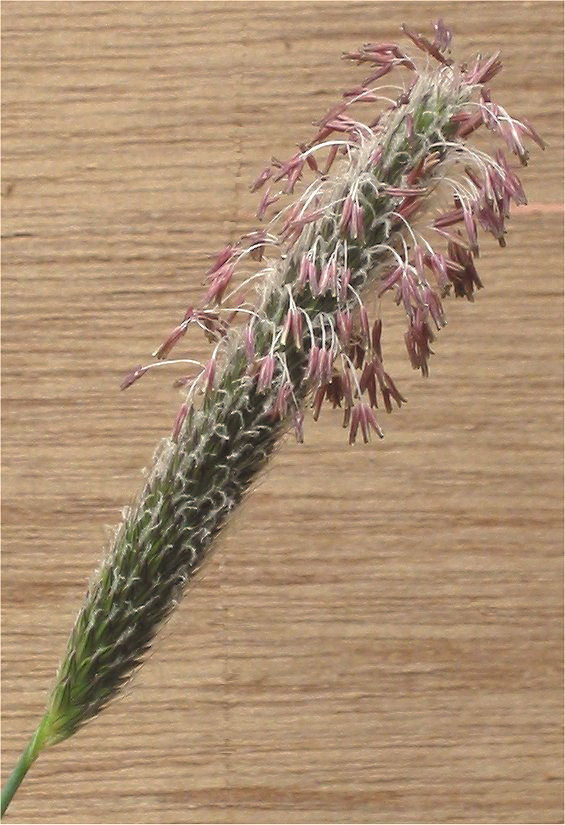
Psárka luční (Alopecurus pratensis)
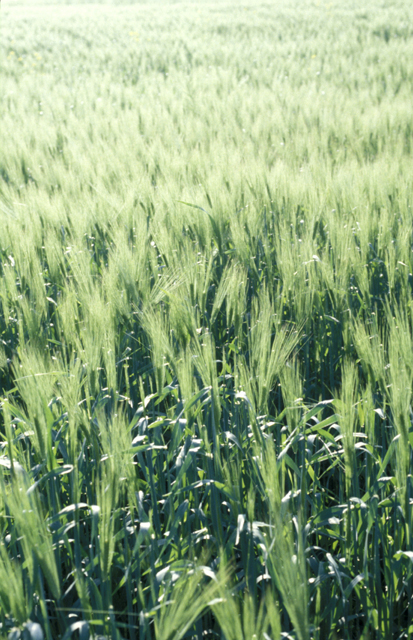
Ječmen setý (Hordeum vulgare)

Rostliny vegetující v půdě o nižším pH (kyselejší) se nazývají acidofyty nebo acidofilní, naopak rostliny, kterým se více daří v půdách s vyšším pH (zásaditější), se nazývají bazifilní (bazifyty).